# Resolutie 1272 Veiligheidsraad Verenigde Naties
Resolutie 1272 van de Veiligheidsraad van de Verenigde Naties werd unaniem door de VN-Veiligheidsraad aangenomen op 25 oktober 1999. De resolutie richtte het VN-overgangsbestuur van Oost-Timor op.

## Achtergrond
Nadat Portugal zijn kolonies had losgelaten, werd Oost-Timor eind 1975 na een korte burgeroorlog onafhankelijk. Korte tijd later viel Indonesië het land binnen en ontstond een oorlog waarna Oost-Timor werd ingelijfd. In 1999 stemde Indonesië in met een volksraadpleging over meer autonomie of onafhankelijkheid waarop het merendeel van de bevolking voor de tweede optie koos.

## Inhoud
Met een volksraadpleging op 30 augustus had de bevolking van Oost-Timor te kennen gegeven de onafhankelijkheid te verkiezen na het VN-overgangsbestuur. Volgend op resolutie 1264 was de multinationale macht INTERFET ingezet in Oost-Timor.
Intussen baarden de ernstige humanitaire situatie die voorkwam uit het geweld en de vele ontheemden, waaronder veel vrouwen en kinderen, ernstige zorgen. Daarbij werden ook de mensenrechten ernstig geschonden.
De Veiligheidsraad richtte het VN-Overgangsbestuur in Oost-Timor, of UNTAET, op om het land te besturen op zowel wetgevend, uitvoerend als justitievlak. De missie zou bestaan uit:
a. Een overheidscomponent, inclusief een politiemacht met tot 1640 agenten,
b. Een humanitaire component,
c. Een militaire component met tot 8950 troepen en 200 militaire waarnemers.
Secretaris-generaal Kofi Annan ging een Speciale Vertegenwoordiger aanstellen als hoofd van de UNTAET. Hij kreeg de macht om nieuwe wetten in te voeren of bestaande te herzien. Ten slotte liep het initiële mandaat van de missie tot 31 januari 2001.

## Verwante resoluties
- Resolutie 1262 Veiligheidsraad Verenigde Naties
- Resolutie 1264 Veiligheidsraad Verenigde Naties
- Resolutie 1319 Veiligheidsraad Verenigde Naties (2000)
- Resolutie 1338 Veiligheidsraad Verenigde Naties (2001)

Lijst ·  1220 ·  1221 ·  1222 ·  1223 ·  1224 ·  1225 ·  1226 ·  1227 ·  1228 ·  1229 ·  1230 ·  1231 ·  1232 ·  1233 ·  1234 ·  1235 ·  1236 ·  1237 ·  1238 ·  1239 ·  1240 ·  1241 ·  1242 ·  1243 ·  1244 ·  1245 ·  1246 ·  1247 ·  1248 ·  1249 ·  1250 ·  1251 ·  1252 ·  1253 ·  1254 ·  1255 ·  1256 ·  1257 ·  1258 ·  1259 ·  1260 ·  1261 ·  1262 ·  1263 ·  1264 ·  1265 ·  1266 ·  1267 ·  1268 ·  1269 ·  1270 ·  1271 ·  1272 ·  1273 ·  1274 ·  1275 ·  1276 ·  1277 ·  1278 ·  1279 ·  1280 ·  1281 ·  1282 ·  1283 ·  1284